# 約翰遜瓦利 (加利福尼亞州)
約翰遜山谷（英語：Johnson Valley）是位於美國加利福尼亞州聖貝納迪諾縣的一個非建制地區。該地的面積和人口皆未知。

## 地理
約翰遜山谷的座標為35°24′12″N 115°35′33″W / 35.40333°N 115.59250°W，而該地的平均海拔高度為850米（即2789英尺）。